# Tacoronte

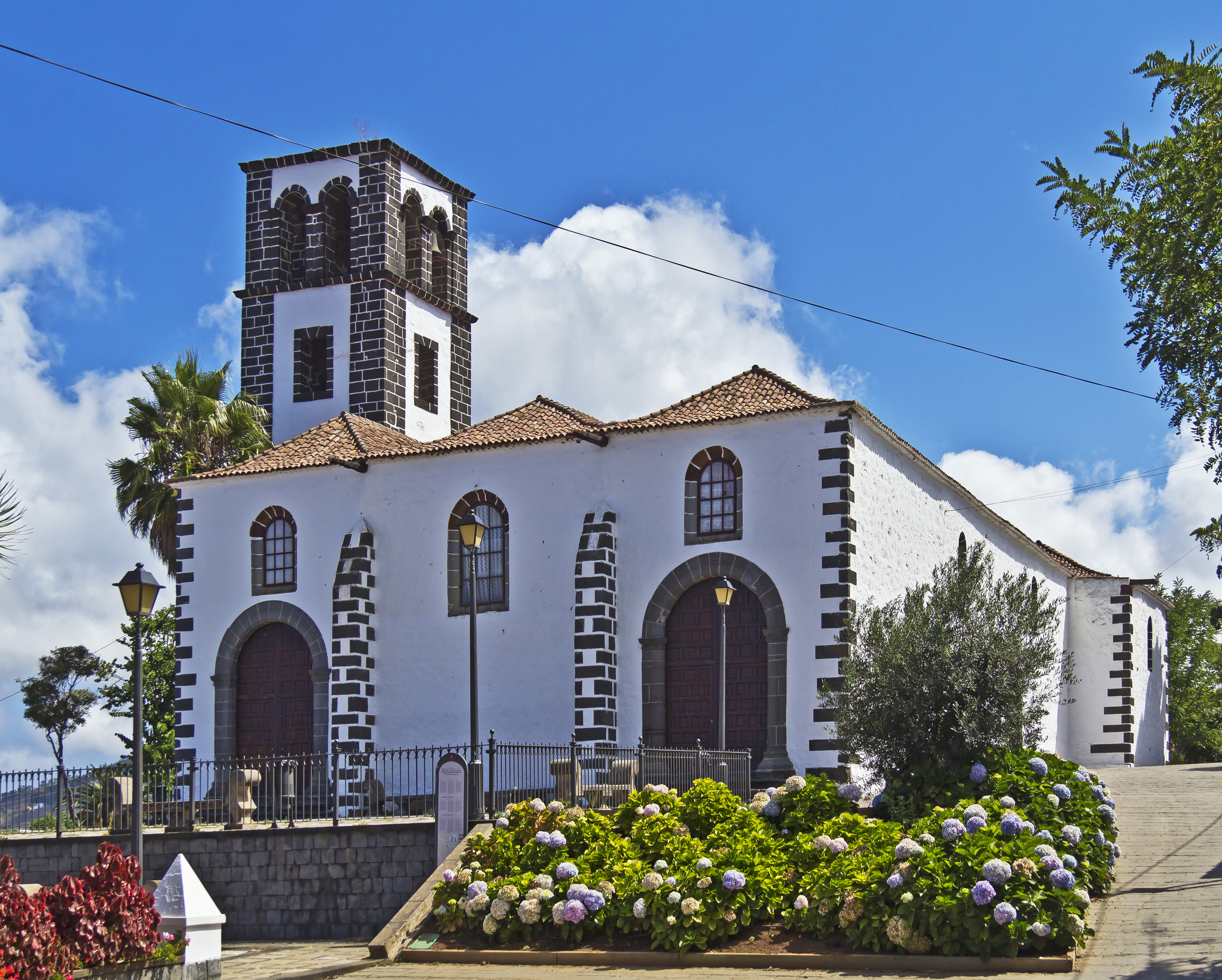
Die Kirche Santa Catalina

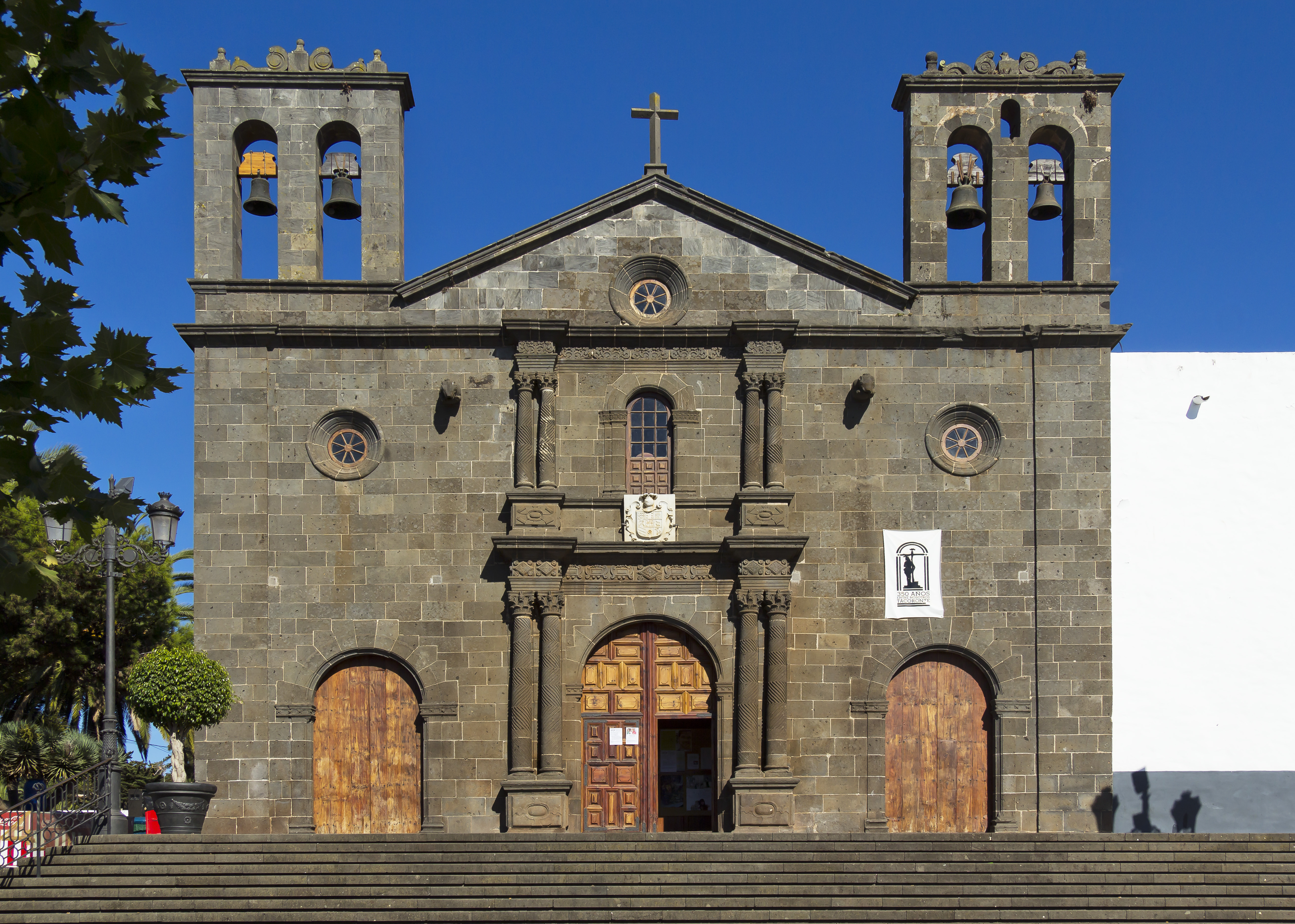
Die Kirche des ehemaligen Augustinerklosters

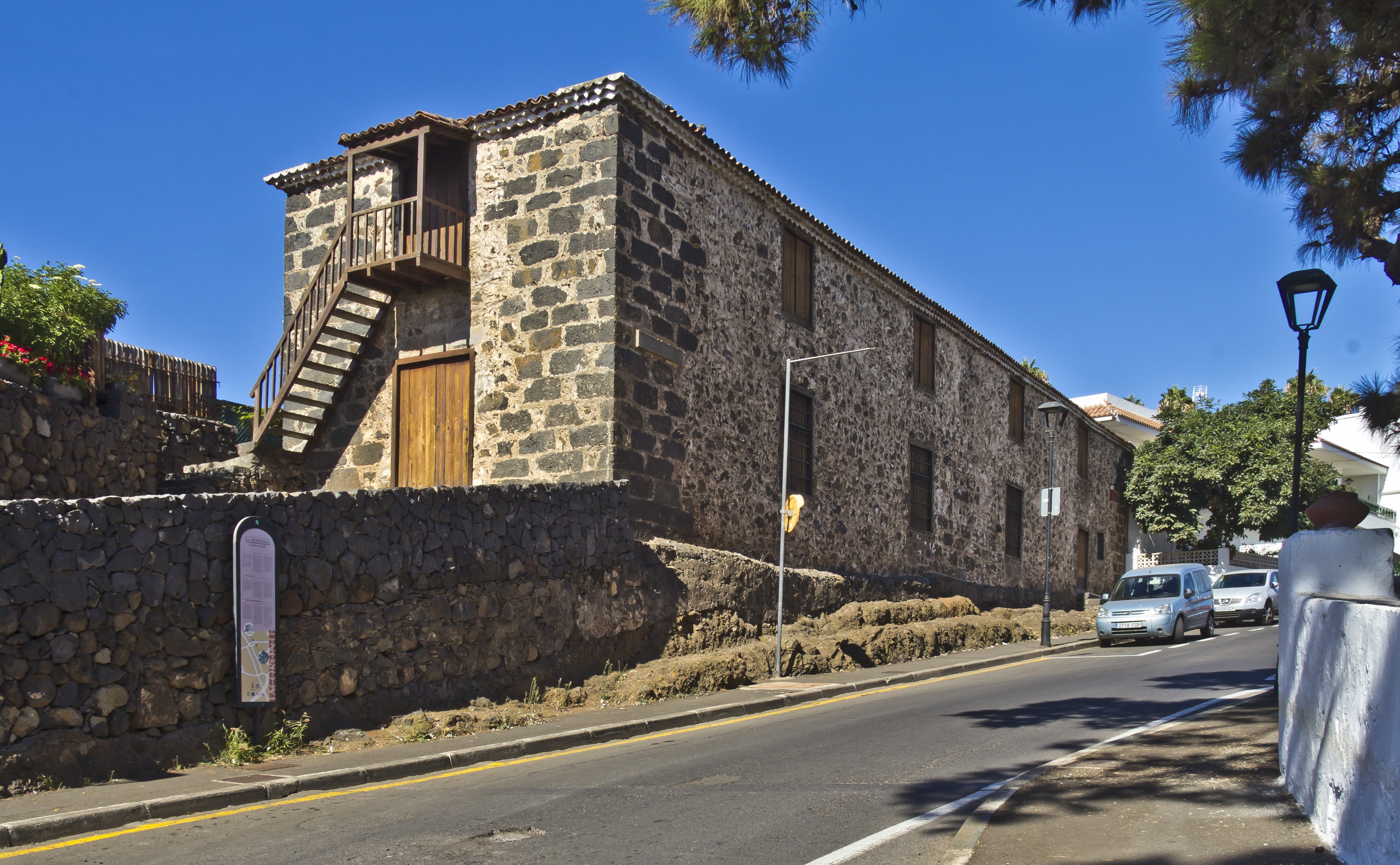
Der Kornspeicher „La Alhóndiga“

Tacoronte (Guanche Tagoror) ist eine Stadt im Nordosten der Kanareninsel Teneriffa mit 24.746 Einwohnern (Stand: 2024) und einer Fläche von 30,09 km². Sie ist mit der östlich gelegenen Provinzhauptstadt Santa Cruz de Tenerife über die Nordautobahn TF-5 verbunden. Nachbargemeinden sind San Cristóbal de La Laguna im Osten, El Rosario im Süden und El Sauzal im Westen.

## Historische Entwicklung
Der Großteil des späteren Gemeindegebietes wurde nach der Eroberung Teneriffas durch Truppen der Königin Isabella von Kastilien zu Beginn des 16. Jahrhunderts dem Konquistador Sebastián Machado aus Guimarães (Portugal) übereignet. Er ließ den Vorgängerbau der Pfarrkirche Santa Catalina errichten. Um diese Kapelle bildete sich die erste Ansiedlung in dieser Gegend. Im Jahr 1560 hatte die Ortschaft 342 Einwohner und einen eigenen Ortsvorsteher.
Im Jahr 1649 wurde oberhalb der Kirche Santa Catalina an der Stelle, an der sich bereits seit dem Beginn des 16. Jahrhunderts eine Kapelle des Heiligen Sebastians befand, ein Augustinerkloster errichtet. Die dazugehörige Kirche wurde nach 1664 gebaut.
Zu Beginn der 1680er Jahre machte sich die Krise im Weinanbau auch in Tacoronte bemerkbar. Viele junge Männer emigrierten in der Folgezeit nach Kuba und Venezuela. Im Jahr 1787 bestand die Bevölkerung aus 2662 Personen, davon waren 1563 Frauen und 1099 Männer. Die Tendenz zur Auswanderung hielt auch in den folgenden Jahrhunderten an. Die Beziehungen der Bevölkerung Tacorontes zu Havanna und Caracas sind von besonderer Bedeutung. So stammen eine ganze Reihe der Kunstwerke in den Kirchen aus Spenden ausgewanderter und zum Teil zurückgekehrter Personen beziehungsweise derer Nachkommen.
Als im Jahr 1901 die Straßenbahn von Santa Cruz de Tenerife über La Laguna angelegt wurde und ab dem 27. Juli 1904 die Endstation oberhalb des bisherigen Stadtzentrums von Tacoronte in Betrieb ging, verlagerte sich das wirtschaftliche Geschehen des Ortes dorthin.
Im Jahr 1910 lebten 5071 Personen auf dem Gebiet der heutigen Gemeinde Tacoronte. Im Jahr 1911 erhielt Tacoronte Stadtrechte. Seit dieser Zeit besteht eine von La Laguna unabhängige Stadtverwaltung mit einem Bürgermeister (Alcalde-Presidente), der Vorsitzender des Stadtrates und Leiter der Stadtverwaltung (Excmo. Ayuntamiento de la Ciudad de Tacoronte) ist.

## Wirtschaftliche Entwicklung
Die Bevölkerung lebte seit Beginn des 16. Jahrhunderts hauptsächlich von der Landwirtschaft. Die wirtschaftliche Entwicklung der Ortschaft ist geprägt durch Subsistenzwirtschaft. Es wurden alle Arten von Getreide, Kartoffeln und Zwiebeln angebaut. Der Weinbau, auch für den Export, spielte bis zum Ende des 19. Jahrhunderts eine Rolle. In einer Zwischenphase wurde die Züchtung von Cochenille zu einer Einnahmequelle. Der Export von Bananen gewann zu Beginn des 20. Jahrhunderts allerdings nie die Bedeutung wie in Santa Úrsula oder Puerto de la Cruz. Erste Ansätze zum Tourismus ergaben sich durch das Hotel Camacho, das am Anfang des Jahrhunderts im britisch-victorianischen Kolonialstil in Tacoronte erbaut wurde. Es gibt heute (2012) einige kleine Hotels, die nicht direkt am Meer liegen. An der Stadtgrenze zu La Laguna befindet sich der Golfplatz des Real Club de Golf de Tenerife. Die Bedeutung des Tourismus für Tacoronte ist auch darin zu sehen, dass es einige Siedlungen gibt, in denen ausländische Rentner leben und darin, dass viele Einwohner Tacorontes in den Touristenzentren arbeiten. Seit dem Ende der 1980er-Jahre gewann der Weinanbau wieder an Bedeutung. Während in der Zeit vor 1990 der Weinanbau eher nebenher zur Selbstversorgung betrieben wurde, organisierten sich die Eigentümer der Weinberge nun in einer Genossenschaft (Viña Norte) und waren die ersten, die auf der Insel eine Denominación de Origen, nämlich Tacoronte-Acentejo, zuerkannt erhielten.
Von Bedeutung – nicht nur für den Tourismus – ist auch der Bauernmarkt (Mercadillo del agricultor) der samstags und sonntags im Stadtteil San Juan an der Landstraße in Richtung Tejina stattfindet. Auf diesem Markt dürfen, wie auf ähnlichen Märkten in anderen Orten der Insel, mit wenigen Ausnahmen nur Produkte verkauft werden, die auf dem Gebiet der Gemeinde erzeugt wurden.

## Kultur- und Landschaftsschutz
Im Jahr 1980 wurde ein Teil der Stadt als Conjunto histórico-artístico unter Denkmalschutz gestellt. In der Verordnung werden etwa 90 Gebäude im Umfeld der Kirche Santa Catalina und im Umfeld des ehemaligen Augustinerklosters einzeln aufgezählt. Darüber hinaus bezieht sich die Verordnung auf die Casa de la Alhóndiga, el Calvario, verschiedene Drachenbäume, sowie die Kirchen San Jerónimo, San Juan und de la Caridad.
Im Jahr 2007 wurden die Acantilados de Tacoronte y Barranco de Guayonge und 2008 der Yacimiento Arqueológico  J. Fenández – La Fuentecilla als Archäologische Gebiete (Zona arqueológica) unter Schutz gestellt.
Im Jahr 2008 wurde die Herstellung von Turrón aus Tacoronte, einer Mandel- bzw. Nuss-Nougat-Süßware (Actividad Turronera de Tacoronte), vorläufig in das Register der geschützten Kulturgüter (spanisch Bien de Interés Cultural) eingetragen.
Weite Bereiche der Meeresküste, besonders aber der Laurisilva von Agua García, stehen unter Naturschutz.

## Einwohner
| Jahr | Einwohner | Einwohner/km² |
| ---- | --------- | ------------- |
| 1991 | 17.074    |               |
| 1996 | 19.056    |               |
| 2001 | 20.295    | 676,5         |
| 2002 | 21.442    |               |
| 2003 | 21.778    | 703,8         |
| 2004 | 21.986    | 725,4         |
| 2005 | 22.384    |               |
| 2006 | 22.695    |               |
| 2007 | 22.943    | 762,5         |
| 2008 | 23.369    |               |
| 2009 | 23.562    | 783,1         |
| 2014 | 23.929    | 795,3         |
| 2016 | 23.772    | 790,0         |
| 2019 | 24.134    | 806,1         |
| 2022 | 24.592    |               |

## Söhne und Töchter der Stadt
- María Rosa Alonso (1909–2011), Philologin und Schriftstellerin, geboren in Tacoronte
- Óscar Domínguez (1906–1958), Künstler, verbrachte seine Jugend in Tacoronte